# Grauballei férfi
Koordináták: é. sz. 56° 12′ 34″, k. h. 9° 37′ 50″56.209444°N 9.630556°E

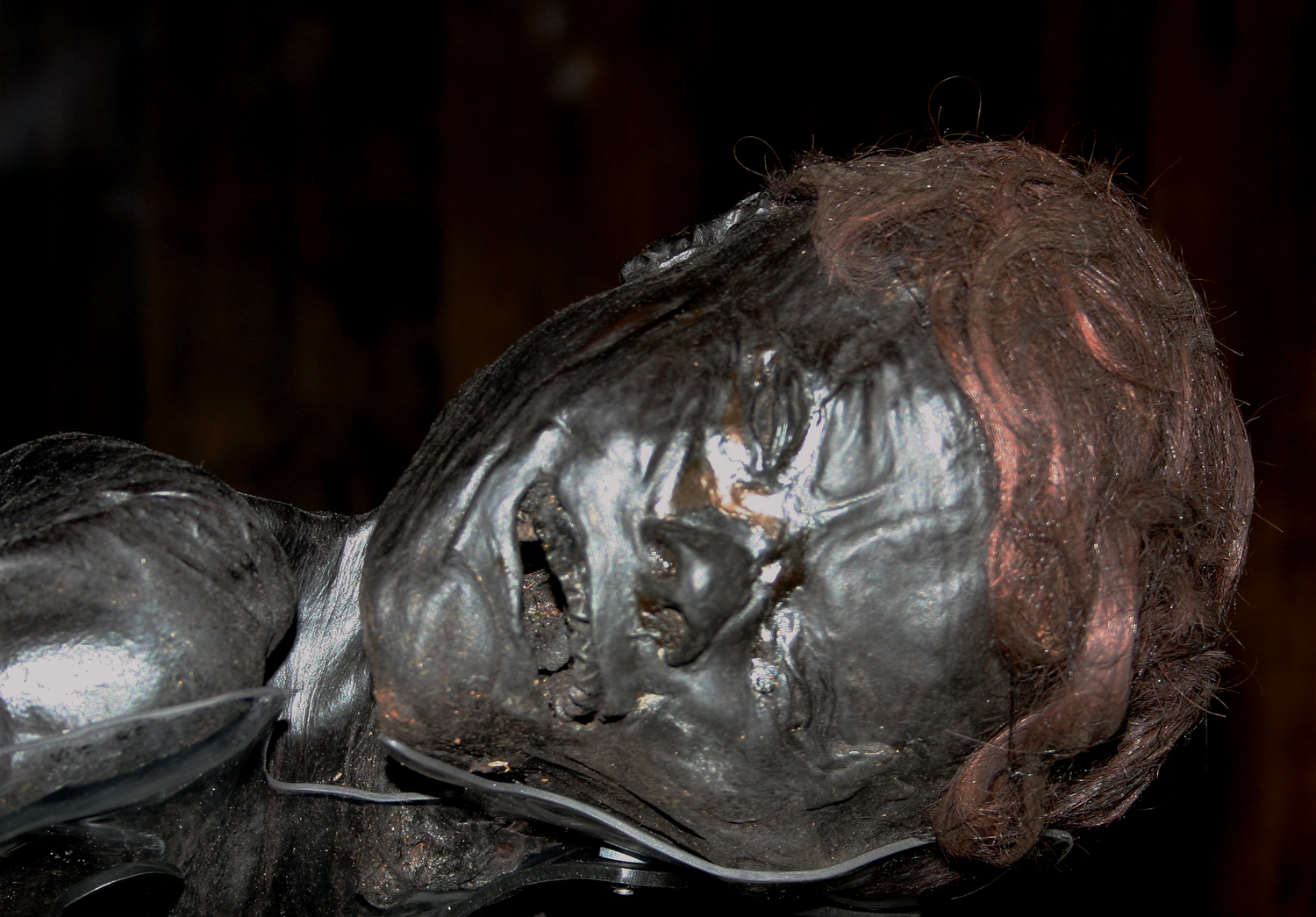
Grauballei férfi feje

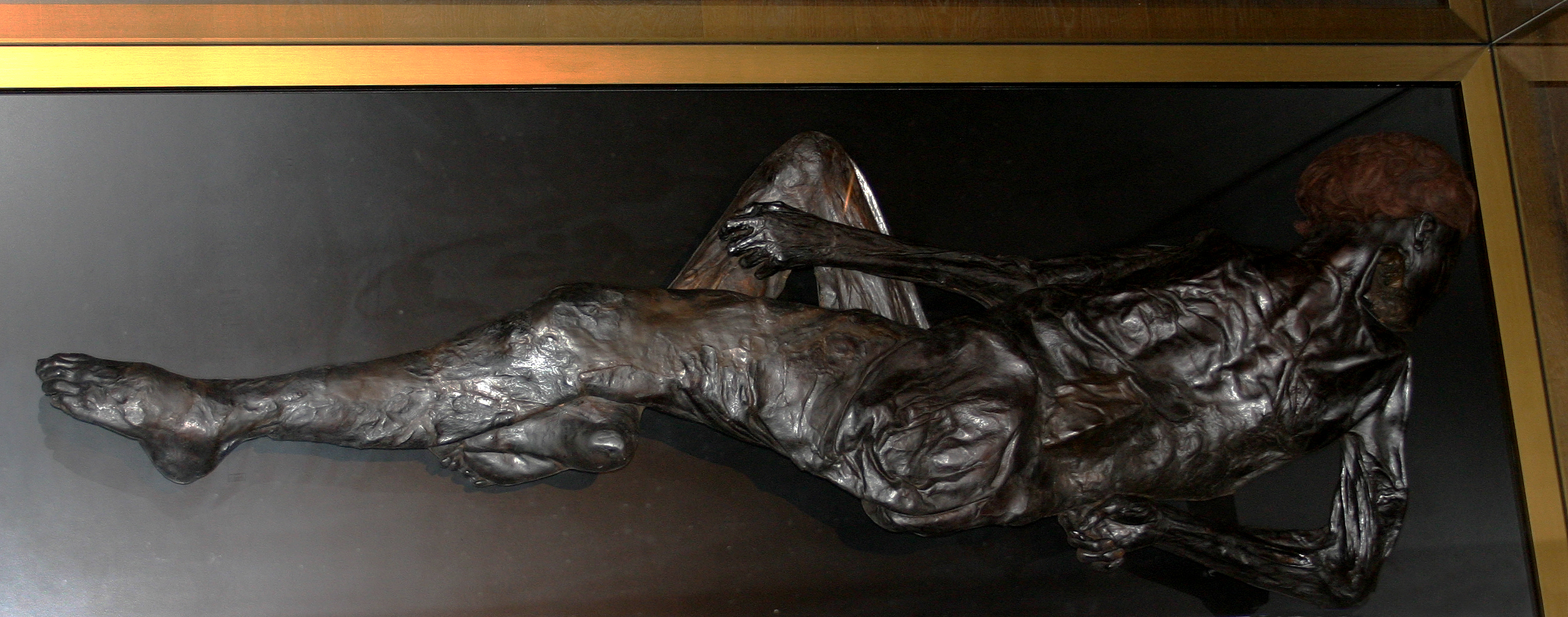
A grauballei férfi

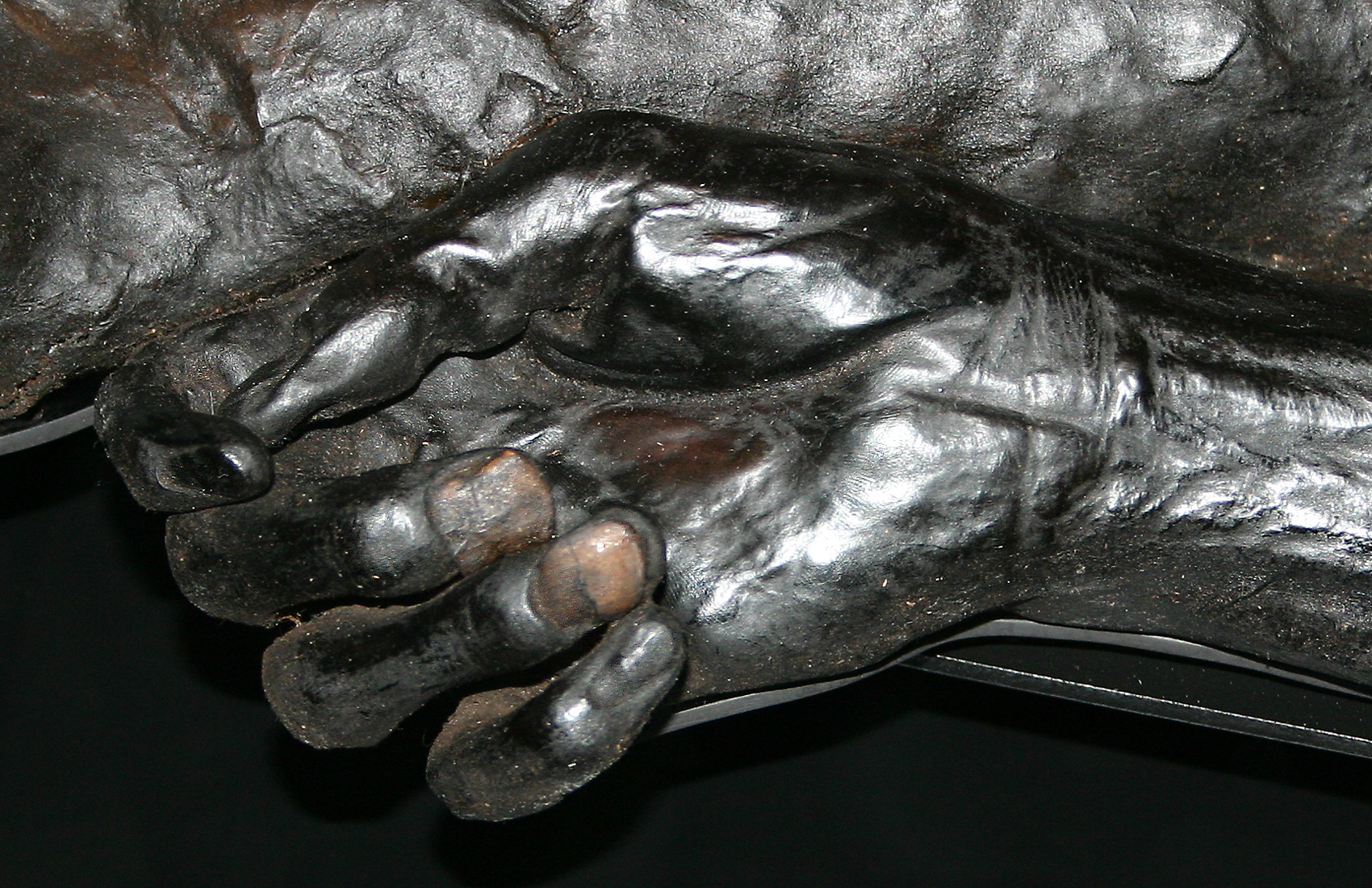
Grauballei férfi keze

A grauballei férfi a legjobb állapotban megmaradt természetes úton konzerválódott múmiák egyike. 1952. április 26-án találtak rá a Koppenhágától északnyugatra elterülő lápban, Grauballe község közelében. Szénizotópos kormeghatározás szerint körülbelül 2300 évvel ezelőtt élt, tehát a vaskorban.
Az oxigénszegény, baktériumoktól mentes tőzegmoha-lápban olyan jó állapotban megmaradt, hogy mai napig láthatóak körmei és haja. Ujja annyira épen megőrződött, hogy minden gond nélkül lehetne ujjlenyomatot venni tőle. Haja és szakálla is megmaradt, de elszíneződött, csakúgy, mint bőre; haja vörössé, bőre pedig feketévé változott.
Torkát fültől fülig elvágták, olyan erővel, hogy a vágás a nyakcsigolyákig hatolt, és ezután dobták a lápba. Emellett lába és koponyája is eltört. Ezek a sebesülések valószínűleg később következtek be; a koponya és a láb a láp nyomása alatt deformálódott, ráadásul a koponyára a feltárás során egy óvatlan kislány is rálépett.
A férfit harmincas évei körül, ereje teljében érte a halál. Arról, hogy miért kellett meghalnia, sok feltételezés látott napvilágot. A legelfogadottabbak szerint bűnei miatt kapta szörnyű büntetését, mások szerint az isteneknek áldozták fel.
A grauballei férfi jelenleg a dániai Moesgård Museumban tekinthető meg.
Seamus Heaney Nobel-díjas író egyik versében (A grauballei férfi) emlékezik meg róla:
Mintha szurokkal öntötték volna végig
tőzegvánkosán nyugodva siratni látszik az
éjsötét folyót – ki ő maga

## Fordítás
- Ez a szócikk részben vagy egészben  a   Grauballe_Man című angol Wikipédia-szócikk fordításán alapul.  Az eredeti cikk szerkesztőit annak laptörténete sorolja fel. Ez a jelzés csupán a megfogalmazás eredetét és a szerzői jogokat jelzi, nem szolgál a cikkben szereplő információk forrásmegjelöléseként.